# Gheranda samhita
Gheraṇḍa saṃhitā  ou Gheraṇḍasaṃhitā (IAST ; devanāgarī : घेरण्डसंहिता ) est l'un des trois textes classiques ou traditionnels du Haṭha Yoga.

## Description
La Gheraṇḍa saṃhitā a été composée par Gheranda au XVIIe siècle. Ce texte qui comprend 5 483 mots est composé de 351 śloka (strophes) réparties en sept upadeśa (leçons ou chapitres). Ces sept upadeśa ou leçons sont :
1. sat-karmāni (purification) ;
2. āsana (posture) ;
3. mudrā (position des doigts) ;
4. pratyāhāra (retrait des sens) ;
5. prāṇāyāma (contrôle de la respiration) ;
6. dhyāna (méditation) ;
7. samādhi (achèvement par l'absorption profonde ou la contemplation).